# Kuniyamuthur
Kuniyamuthur é uma panchayat (vila) no distrito de Coimbatore, no estado indiano de Tamil Nadu.

## Demografia
Segundo o censo de 2001,  Kuniyamuthur  tinha uma população de 56,901 habitantes. Os indivíduos do sexo masculino constituem 51% da população e os do sexo feminino 49%. Kuniyamuthur tem uma taxa de literacia de 75%, superior à média nacional de 59.5%: a literacia no sexo masculino é de 80% e no sexo feminino é de 70%. Em Kuniyamuthur, 10% da população está abaixo dos 6 anos de idade.